# William Henry Reed
William Henry « Billy » Reed, né à Frome le 29 juillet 1876 et mort à Dumfries le 2 juillet 1942, est un violoniste anglais, professeur, compositeur, chef d'orchestre et biographe de Sir Edward Elgar. Il a été le premier violon de l'Orchestre symphonique de Londres pendant 23 ans (1912–1935) mais il est plus connu pour son amitié avec Elgar (1910–1934) et pour son livre Elgar tel que je l'ai connu (Elgar As I Knew Him, 1936) dans lequel il décrit avec beaucoup de détails la genèse du concerto pour violon en si mineur. Le livre fournit également un grand nombre de brouillons de parties de la troisième symphonie inachevée - ce sont ces brouillons qu'Anthony Payne utilise entre 1993 et 1998 pour proposer une fin à cette œuvre, contre la volonté initiale d'Elgar et de Reed.
Son nom est connu sous différentes formes : William Henry Reed, W. H. Reed, W. H. « Billy » Reed, Billy Reed et Willie Reed. Il est connu de ses amis comme Billy.

## Biographie
William Henry Reed naît à Frome Frome, Somerset. Il suit les cours à la Royal Academy of Music à Londres d'Émile Sauret, et Frederick Corder, il obtient son diplôme avec honneurs.
Il rencontre Edward Elgar pour la première fois en 1902 en tant que violoniste dans l'orchestre du Queen's Hall. Le 17 janvier Elgar vient juste de terminer les répétitions de sa musique de scène pour Grania and Diarmid (en) avec l'orchestre lorsque Reed l'approche, se présente et lui demande s'il donne des cours d'harmonie et de contrepoint. Elgar lui répond « mon cher garçon, je ne sais rien de ces choses ». Ils ne deviennent pas amis à ce moment, cependant leurs chemins continuent à se croiser dans leur travail. Reed est un membre fondateur du London Symphony Orchestra en 1904. Son apparence physique est très proche de l'ami d'Elgar August Jaeger et cela a peut-être joué dans la tendance d'Elgar à dire des choses encourageantes et positives lors de ses rencontres avec Reed.
Le 27 mai 1910, Elgar et Reed se rencontrent par hasard sur Regent Street à Londres. Elgar dit qu'il a quelques problèmes pour l'écriture de son Concerto pour violon et demande à Reed s'il peut l'aider. C'est le début de leur amitié qui dure jusqu'à la mort d'Elgar en février 1934. Reed est le premier à jouer les premières esquisses du concerto pour violon, dans l'appartement d'Elgar. Il est également le premier à jouer le concerto devant un public lors d'un concert semi-public au Festival des trois chœurs à Gloucester le 4 septembre 1910,. La première officielle a lieu le 10 novembre avec Fritz Kreisler, le dédicataire, au violon.
Elgar est le chef d'orchestre du London Symphony Orchestra en 1911-1912 et Reed en devient le premier violon en 1912. En 1914 Elgar lui dédie sa pièce pour violon et orgue Sospiri (en), Op. 70,. Reed compose déjà lui-même depuis quelques années, son quatuor à cordes n°5 en La mineur gagne le second prix lors du concours Cobbett en 1916.
Elgar continue à se tourner vers Reed pour des conseils techniques violonistiques, comme lors de la composition de la Sonate pour piano et violon, Op. 82 (1918). La sonate est créée en 1919 à l'Aeolian Hall à Londres par Billy Reed avec Landon Ronald au piano. Reed joue également lors de la deuxième représentation mais les interprètes principaux sont par la suite Albert Sammons et William Murdoch. Reed participe également à la première du Quatuor à cordes en Mi mineur, Op. 83 et du Quintette pour piano en La mineur, Op. 84,. Ces trois œuvres sont écrites à la même époque alors qu'Elgar vit à Brinkwells, près de Fittleworth (en) dans le Sussex, et Reed séjourne souvent dans cette maison et va se promener avec Elgar.
La femme d'Elgar meurt en 1920 et à ses funérailles à l'église Saint-Wulstan de Little Malvern, Billy Reed fait partie du quatuor à cordes qui joue un mouvement du quatuor d'Elgar.
En 1932 Elgar commence sérieusement à écrire sa troisième symphonie, une commande de la BBC dans laquelle Reed et George Bernard Shaw ont joué un rôle. Il avait réfléchi à ce travail depuis plusieurs années et avait noté plusieurs thèmes et idées sur des brouillons. Il commence alors à rassembler tous ces éléments. Billy et Elgar essayent souvent certaines idées au violon et au piano. Cependant le cancer d'Elgar est diagnostiqué en octobre 1933 et il décède en février 1934. Pendant sa courte période de maladie il peut encore écrire quelques notes sur sa symphonie mais il sait qu'il ne pourra pas l'achever. En décembre 1933 il dit à Reed « Ne les laisse pas la bricoler, Billy - Brûle la! » Mais Reed conserve les 172 pages de brouillons.
Après la mort d'Elgar George Bernard Shaw encourage Reed à écrire ses mémoires sur Elgar. Le livre Elgar As I Knew Him est publié en 1936, deux ans après la mort d'Elgar. Le livre comprend des facsimilé de plusieurs des 172 pages de brouillons de la troisième symphonie mais également les instructions d'interprétation et des indications sur la manière d'intégrer chaque brouillon dans l'œuvre. Reed publie également l'intégralité des brouillons dans son article Elgar's Third Symphony (la troisième symphonie d'Elgar) publié dans The Listener (en) le 23 août 1935.
W. H. Reed cesse d'être le premier violon du London Symphony Orchestra en 1935 bien qu'il assume toujours le rôle à certaines occasions spéciales. Il devient le président du conseil d'administration de l'orchestre.
Reed enseigne également tout au long de sa carrière au Royal College of Music et en est fait Membre. Il a enseigné entre autres à George Weldon (en), Imogen Holst et Jean Johnstone (la future femme de William Lloyd Webber et mère de Andrew et Julian Lloyd Webber).
Il reçoit en 1939 un doctorat de musique de l'université de Cambridge. Cette même année il écrit sur Elgar dans la série Master Musicians.
Après sa retraite de l'interprétation il passe beaucoup de son temps comme examinateur et comme juge de concours. Il dirige également des orchestres amateurs. Il devient le chef d'orchestre des Strolling Players en 1933.
C'est lors de son voyage en Écosse pour être examinateur de l'Associated Board of the Royal Schools of Music (en) qu'il meurt soudainement, à Dumfries, le 2 juillet 1942, à l'âge de 65 ans. Il est enterré à la cathédrale de Worcester, près de la fenêtre Gerontius,.

## Compositeur
W. H. Reed est également compositeur. Certaines de ses œuvres sont créées lors de The Proms, du Three Choirs Festival et à Bournemouth,, mais il est plus connu comme le biographe d'Elgar que comme compositeur et ses œuvres ont disparu du répertoire classique.
Il a composé entre autres :
| - Valse brillante (1898, orchestre), - Touchstone, ouverture (1899) - Valse élégante (1903, orchestre) - Suite Vénitienne (1903, orchestre) - Variations Caractéristiques pour cordes (1911) , - Will o' the Wisp, orchestre (1913; publié en 1924) - Quatuor à cordes n°5 en La mineur (1915, pub.1916; le quatuor reçoit le second prix du concours Cobbett. Il y a vraisemblablement quatre quatuors plus anciens) - Concerto pour violon en La mineur (1918) - Concerto pour alto (1918), - Rhapsody pour violon et orchestre en Mi mineur (1920), - The Lincoln Imp, orchestre (1921), - Among the Mountains of Cambria, poème symphonique (1922) - Aesop's Fables, orchestre (1924) , - Two Somerset Idylls, orchestre (1926) - Rhapsody pour alto et piano (1927), - Shockheaded Peter, orchestre (1933) - Earl Haldan's Daughter, ballade chorale (1939) - Merry Andrew, ouverture (1940) - Symphonie pour cordes - Down in the West Country, cordes et timbales - Caliban, poème symphonique - Scenes from the Ballet, orchestre - Miniature Suite, orchestre - Elegie | - Intermezzo - Pastorale - Men of Kent - March of the Prefects - Stately Dance - Patrol - School March - Trio pour cordes (non publié) - Risenlied, violon et piano - Introduction et Rondo Caprice, clarinette et piano - On Waterford Quay: An Irish Impression - Reverie - Toccata pour Violon & Piano - Fantaisie Brillante - Two Chinese Impressions - Andante con moto - Punjabi Song - Lento and Prelude - Spanish Dance - Luddi Dance - Andante Tranquillo - arrangement de la chanson populaire galloise The Gentle Dove - arrangement pour violon et piano de Dreaming tiré de la Nursery Suite d'Elgar - Treasury of Christmas Musicpour voix avec accompagnement ad lib - Chants pour des textes de Christina Rossetti et Henry Longfellow |